# Terminator: Dark Fate
Terminator: Dark Fate ist ein Science-Fiction-Film des Regisseurs Tim Miller, der am 24. Oktober 2019 in die deutschen sowie österreichischen Kinos kam und am 1. November 2019 in den Vereinigten Staaten angelaufen war. Es handelt sich um den sechsten Film der Terminator-Reihe und um eine direkte Fortsetzung zu den ersten beiden Terminator-Filmen. Die Teile drei bis fünf werden dabei ignoriert beziehungsweise als Bestandteil alternativer Zeitlinien betrachtet.
Für den Film kehrte James Cameron, der bei den ersten beiden Terminator-Filmen die Regie führte und das Drehbuch schrieb, als Produzent zurück. Somit ist er erstmals seit 1991 wieder an einem Terminator-Film beteiligt. In wirtschaftlicher Hinsicht entwickelte sich der Film zu einem Flop.

## Handlung
1998, drei Jahre nach dem Sieg über den T-1000 und Skynet, hält sich John Connor mit seiner Mutter Sarah in Livingston, Guatemala, auf, beide in dem Glauben, die Menschheit sei gerettet. Doch Skynet hatte weitere Terminatoren in die Vergangenheit geschickt, und ein T-800 überrascht die beiden, tötet John und verschwindet. Seitdem hat Sarah es sich zur Berufung gemacht, die Terminatoren zu jagen, die in die Vergangenheit geschickt werden. Deren Ankunft wird ihr jedes Mal von einem ihr unbekannten Absender über ihr Mobiltelefon angekündigt.
22 Jahre später lebt die junge Daniella „Dani“ Ramos in Mexiko-Stadt mit ihrem Bruder und ihrem Vater ein einfaches Leben, als ein weiterer Terminator, der hoch entwickelte Rev-9 ("Revision 9"), durch die Zeit zurückgeschickt wird. Sein Auftrag ist es, Dani zu töten, die in der Zukunft die neue Anführerin der Menschen im Kampf gegen die Maschinen sein wird. Doch auch eine Beschützerin wurde aus dem Jahr 2042 zurückgeschickt – die durch Implantate modifizierte Soldatin Grace. Schon kurz nach dem ersten Kontakt mit dem Rev-9 treffen Dani und Grace auf die kampferprobte Sarah, die auch dessen Ankunft von dem anonymen Tippgeber vorhergesagt bekam. Grace und Dani ergreifen eine Gelegenheit, mit Sarahs Auto vor dem Rev-9 zu flüchten. Da die kybernetischen Verbesserungen ihren Metabolismus beim Kampf gegen Rev-9 zu stark beanspruchen, fällt Grace in ein vorübergehendes Koma, sodass Sarah die beiden wieder einholen kann. Grace, die in ihrer Zukunft nie von einem John Connor gehört hat, misstraut Sarah und will Dani alleine beschützen, woraufhin Sarah deutlich macht, dass sie ohne ihre Kenntnisse keine Chance haben, dem Rev-9 zu entkommen. Es wird offenbart, dass zwar Skynet wegen der vergangenen Ereignisse in der Zukunft nicht existiert, dafür aber eine andere KI namens Legion, welche die Menschheit ins Chaos stürzen und einen globalen Atomkrieg auslösen wird. Daher entschließt sich Sarah Connor, den beiden bei der Flucht vor dem Rev-9 zu helfen. Grace findet über Sarahs Mobiltelefon heraus, woher die Tipps gesendet werden. Die Koordinaten sind dieselben, die ihr für den Notfall eintätowiert wurden: ein Ort bei Laredo in Texas. Die drei Frauen fliehen mit Hilfe von Daniellas Onkel über die Grenze in die USA.
Der Rev-9, der die Fähigkeit zur Gestaltwandlung besitzt, infiltriert die mexikanischen und amerikanischen Bundespolizeien, sodass das Trio an der texanischen Grenze festgenommen werden kann. Sie befreien sich jedoch aus der Haft und entkommen mit einem Helikopter. Als sie in Texas ankommen, entpuppt sich der anonyme Tippgeber als der T-800, der 1998 John getötet hatte. Nach Beendigung seines Auftrags saß er ohne Aufgabe in der Vergangenheit fest. Er nennt sich inzwischen Carl, hat ein Gewissen entwickelt und eine Familie adoptiert. Er entscheidet sich, Dani zu beschützen. Gemeinsam versuchen die vier, den Rev-9 zu zerstören. Durch einen hochrangigen Kontakt von Sarah beim Militär kommen sie in den Besitz von EMP-Waffen und eines Transportflugzeugs mit Geleitschutz. Während der Flucht werden die EMP-Waffen jedoch zerstört und der Geleitschutz ausgeschaltet. Beim abschließenden Kampf in einem Wasserkraftwerk können Carl und Grace den Rev-9 in eine laufende Turbine drängen, wodurch er schwer beschädigt wird. Durch die anschließende Explosion der Turbine erleidet aber auch Grace lebensgefährliche Verletzungen. Als der inzwischen skelettierte Rev-9 wieder aus den Explosionstrümmern auftaucht und unbeirrt auf Dani zusteuert, gibt Grace ihre Energiezelle frei, um ihn endgültig zu vernichten, wodurch sie stirbt. Dani rammt dem Rev-9 die Energiezelle in den Schädel. Daraufhin stürzt Carl sich mit dem Rev-9 in einen Schacht, wo beide durch die Entladung der Energiezelle vernichtet werden.
In der Schlussszene beobachten Dani und Sarah ein Kind beim Spielen mit ihren Eltern auf einem Spielplatz – die junge Grace.

## Produktion
Im September 2017 wurde bekannt, dass im sechsten Teil der Filmreihe Tim Miller Regie führt und die Dreharbeiten Anfang 2018 beginnen sollen. Mehrere Male wurde der Drehbeginn verschoben. Letztlich wurde im Juni 2018 begonnen; gedreht wurde unter anderem im ungarischen Komárom.
Im Rahmen der San Diego Comic-Con International im Juli 2019 wurde bekannt, dass Edward Furlong, der 1991 in Terminator 2 – Tag der Abrechnung in der Rolle des jungen John Connor zu sehen war, zurückkehren wird. Diese Aussage diente eher dem Marketing, denn Furlong spielte im Film nicht selbst mit. Für die Anfangssequenz wurde sein Gesicht aus den frühen 1990ern mittels CGI auf das eines Körperdoubles übertragen.
Die Filmmusik komponierte der Niederländer Junkie XL. Im Mai 2019 wurde ein erster Trailer vorgestellt. Der Film ist am 24. Oktober 2019 in den deutschen sowie österreichischen und am 1. November 2019 in den US-amerikanischen Kinos angelaufen.
Arnold Schwarzenegger spielt den Terminator Carl, einen von mehreren T-800 („Modell 101“), die in die Vergangenheit zurückgeschickt wurden, um John Connor zu töten. Wie schon bei Terminator: Genisys, ist die Hülle aus menschlichem Gewebe, welche sein Metallskelett umschließt, gegenüber den Terminator-Modellen aus den ersten Filmen um Jahre gealtert.

## Rezeption

### Kritiken
Der Film konnte 70 Prozent aller Kritiker bei Rotten Tomatoes überzeugen und hat einen Metascore von 54 von 100 bei Metacritic.
Das Special-Interest-Magazin Neon Zombie schrieb, dass der Film „als Epilog und Prolog zugleich [fungiert] und damit ein Fundament geschaffen [hat], auf dem ein neues Terminator-Universum aufgebaut werden kann. Vor allem gemessen an allen Neuinterpretationen der Vergangenheit vielleicht das größte Kompliment, welches man dem Film machen kann.“
Der Filmdienst urteilt, es handle sich um einen weiteren Teil der „erzählerisch längst erschöpften Filmreihe, der mit müden selbstreferenziellen Witzen die alten Muster“ bediene. Die Actionszenen seien „austauschbar“ und hielten „den dünnen Erzählfaden am Leben“.
Dietmar Dath besprach den Film im Oktober 2019. Er hob die Besetzung des Films mit Latinos hervor und interpretierte dies als Reaktion auf reale Veränderungen in der US-amerikanischen Gesellschaft und der Wahrnehmung und Anerkennung anderer als weißer Hautfarbe. Er bemerkte, dass es Drehbuch und Inszenierung gelängen, darzustellen, was „Leiber konkret vorführen“ könnten, „was sich zwischen Seele und Sachzwang abstrakt, in der komplett durchtechnisierten Welt der Gegenwart, dauernd sozial abspielt“. Im Fokus stünde die Action und ihre Inszenierung, ohne aber eine reine Huldigung des Körperlichen zu sein. Der Film verhandle wichtige Fragen, „mal erhellend, mal verwirrend, mal sinnreich, mal euphorisch, mal traurig“. Der Film sei nicht meisterlich, jedoch „ein sehr effizient bepackter, schöner neuer Anhänger für den bulligen Lastwagen, den James Cameron 1984 vom Band laufen ließ“.
Den Produktionskosten des Films in Höhe von 185 Millionen US-Dollar stehen weltweite Einnahmen aus Kinovorführungen von rund 261,1 Millionen US-Dollar gegenüber, wodurch er in wirtschaftlicher Hinsicht ein Flop war. In Deutschland verzeichnet der Film 449.853 Besucher.

### Auszeichnungen
Saturn-Award-Verleihung 2021
- Nominierung als Bester Science-Fiction-Film
- Nominierung als Beste Nebendarstellerin (Linda Hamilton)
- Nominierung für die Besten Spezialeffekte (Neil Corbould, Eric Barba, Vinod Gundre & Sheldon Stopsack)

## Synchronisation
Die deutsche Synchronisation entstand nach einem Dialogbuch und der Dialogregie von Björn Schalla im Auftrag von Film- & Fernseh-Synchron. Für die deutsche Synchronfassung spricht erstmals Bernd Egger die Rolle des T-800, da Schwarzeneggers Stammsprecher Thomas Danneberg aus gesundheitlichen Gründen keine weiteren Synchronrollen übernahm.
| Rolle                     | Darsteller            | Synchronsprecher |
| ------------------------- | --------------------- | ---------------- |
| Terminator T-800 / „Carl“ | Arnold Schwarzenegger | Bernd Egger      |
| Sarah Connor              | Linda Hamilton        | Joseline Gassen  |
| Terminator Rev-9          | Gabriel Luna          | Nico Mamone      |
| Grace                     | Mackenzie Davis       | Julia Kaufmann   |
| Dani Ramos                | Natalia Reyes         | Daniela Molina   |
| Diego Ramos               | Diego Boneta          | Kaze Uzumaki     |
| Grace (jung)              | Stephanie Gill        | Jada Zech        |
| John Connor (jung)        | Jude Collie           | Vicco Clarén     |
| Rigby                     | Steven Cree           | Peter Sura       |
| Hadrell                   | Tom Hopper            | Paul Matzke      |
| Tio                       | Tristán Ulloa         | Nicolas Buitrago |